# Мирное население

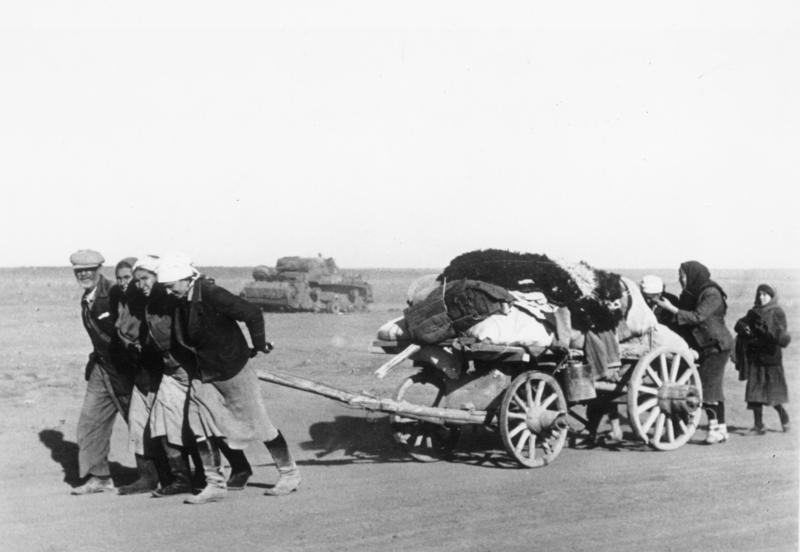
Гражданские беженцы в районе Сталинграда, октябрь 1942 года

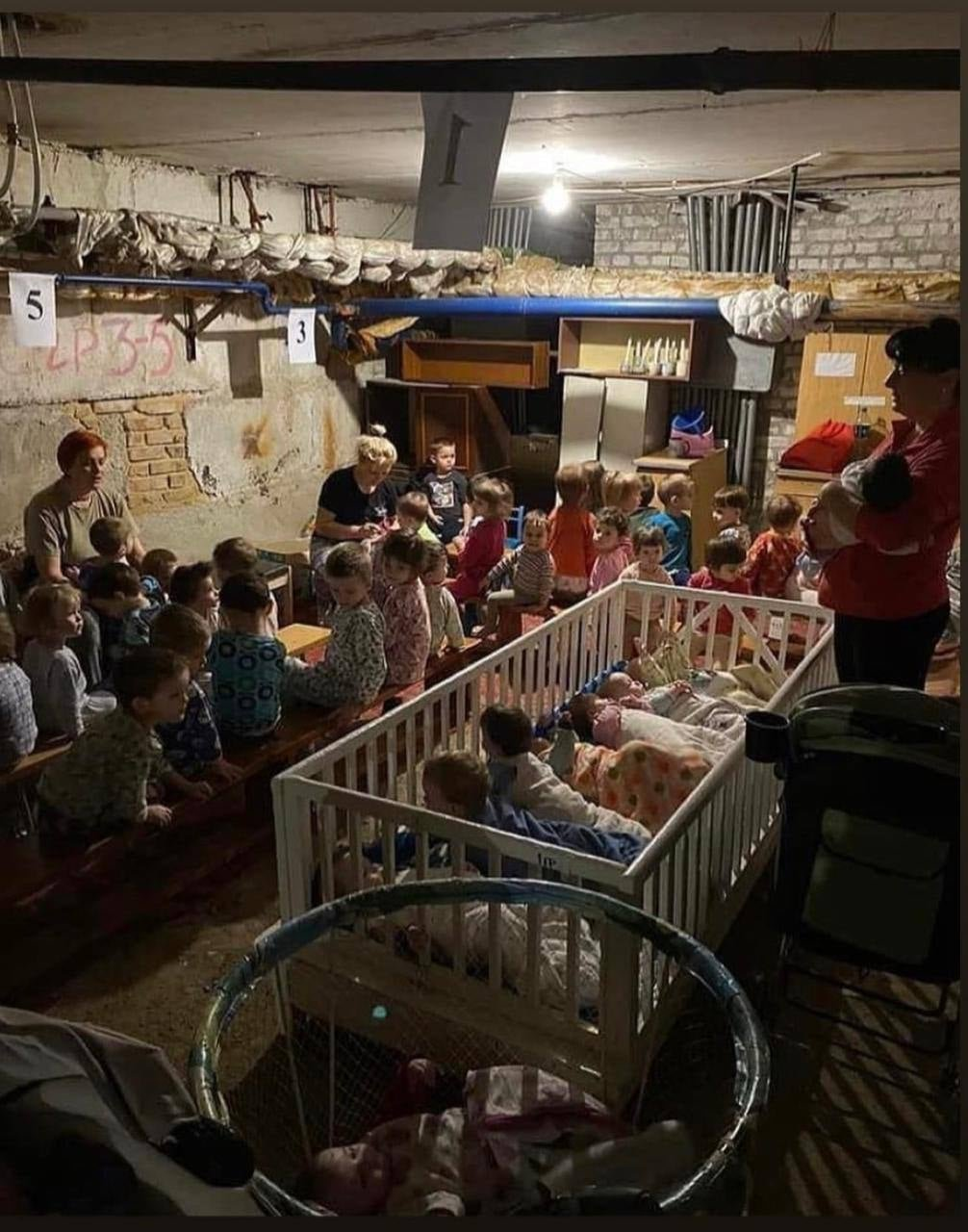
Украинские дети в убежище в городе Кропивницкий, 1 марта 2022 года

Мирное население, или гражданское население, — население, находящееся на территории воюющих сторон, но при этом не входящее в состав комбатантов :
- не состоят на службе в регулярных вооруженных силах какой-либо из воюющих сторон,
- не принимают непосредственного участия в военных (боевых) действиях.

## Права и интересы
Нормы международного права охраняют интересы и права мирного (гражданского) населения, причём наиболее известны следующие документы:
- Гаагские конвенции и декларации 1899 и 1907 годов,
- Женевская конвенция о защите гражданского населения во время войны 1949 года,
- Дополнительные протоколы I и II к Женевским конвенциям 1949 года, принятые в 1977 году.

Наиболее общие цели правового регулирования состоят в том, чтобы воюющие стороны способствовали уменьшению страданий и потерь мирного (гражданского) населения, связанных с войной, без какой-либо дискриминации покровительствуемых лиц по причинам расового характера, национальности, религии или политических убеждений.
Мирному (гражданскому) населению предоставляется иммунитет от военных (боевых) действий, оно имеет право на уважение к личности, чести, семейным правам, религиозным убеждениям и так далее.
Запрещено взятие заложников, коллективное наказание, запугивание, осуждение и применение наказания без предварительного судебного решения, вынесенного с соблюдением судебных гарантий.
Вводимые воюющей стороной повинности, налагаемые на мирное (гражданское) население, не должны носить характера привлечения его к участию в войне на стороне противника.
Недопустимы воздушные бомбардировки и артиллерийские обстрелы городов и населённых пунктов с мирным (гражданским) населением.

## Некоторые особенности

### Морская война
При боевых действиях на море к мирному населению приравниваются команды и пассажиры торговых и пассажирских судов как воюющих, так и нейтральных стран.